# عبد الله الحبيل
عبد الله الحبيل (13 يونيو 1949 -)، ممثل ومؤلف ومخرج ومنتج كويتي.

## عن حياته
حاصل على شهادة البكالوريوس من جامعة بيروت في تخصص التاريخ وعين مراقب نصوص درامية في وزارة الأعلام ومن ثم تقاعد في منتصف الثمانينات.
بدايته الفنية كانت في عام 1968 عندما التحق في نادي لاكتشاف المواهب ومن ثم التحق بمسرح الخليج العربي وانطلقت شهرته من مسرحية حفلة على الخازوق 1975 وشخصية مسعود في الإبريق المكسور ومن أبرز أدواره نعمان في البرنامج الشهير افتح يا سمسم الجزء الأول وأسس مؤسسة إنتاج فني في عام 1976 وكانت أول أعماله الإنتاجية مسرحية للأمام سر.

## أعماله[3][4]

### في التلفزيون
- الملقوف
- الشاطر حسن
- 1978 :مذكرات جحا
- 1978 : الإبريق المكسور
- 1979 : الحظ والملايين
- 1979 : افتح يا سمسم - الجزء الأول (بدور: نعمان)
- 1980 : الدانة
- 1982 : وعد مرزوق
- 1983 : فتى الأحلام
- 1984 :فاقد
- 1988 : نصيب
- 1995 : صالح تحت التدريب
- 1996 : رجل سنة 60
- 1996 : يوميات صائم
- 1999 : الرأي الآخر
- 2000 : اضحك والا ابكي
- 2003 : رحلة بوبلال

### السهرات
- 1990 : مجنون بأثر رجعي
- 1990 : غلطة عمري
- 1990 : الكذب ينفع أحيانا
- 1990 : زوجة تحت التمرين
- 1990 : سفار
- 1990 : الحرب خدعة
- 1999 : الاختيار
- 1999 : المعدن ذهب

### الأعمال المسرحية

عبد الله الحبيل مع سناء يونس في دور نعمان في برنامج افتح يا سمسم

- 1968 : مهفة والا كنديشن
- 1969 : الجحلة
- 1971 : ضاع الديك
- 1973 : 1234 بوم
- 1975 : حفلة على الخازوق
- 1973 : شياطين ليلة الجمعة
- 1978 : عريس لبنت السلطان
- شاليه السعادة
- متاعب صيف
- الواوي (هدامة - مجنون سوسو)
- تب أم عصفور
- 1976 : للأمام سر
- 1981 : الحلاق
- 1983 : يا معيريس
- 1983 : بالمشمش
- 1986 : البمبرة
- 1989 : صادوه
- 1990 : بنشر
- 1992 :الوحش بوراسين
- 1993 : طيوب وشيطون
- 1994 : على قشر موز
- 2000 : فضيحة
- 2002 : الإرهابي

### الأعمال الإذاعية
- عفواً أيها الأب.

## وصلات خارجية
- عبد الله الحبيل على موقع IMDb (الإنجليزية)
- عبد الله الحبيل على موقع قاعدة بيانات الأفلام العربية